# (73210) 2002 JA20
(73210) 2002 JA20 – planetoida z pasa głównego asteroid okrążająca Słońce w ciągu 3,65 lat w średniej odległości 2,37 j.a. Odkryta 8 maja 2002 roku.